# Nordmazedonisch-portugiesische Beziehungen
Die nordmazedonisch-portugiesischen Beziehungen umfassen das bilaterale Verhältnis von Nordmazedonien und Portugal. Die Länder unterhalten seit 1994 diplomatische Beziehungen.
Die Beziehungen gelten als problemfrei, jedoch noch nicht sehr intensiv. Die Länder sind Partner in einer Reihe multilateraler Organisationen wie dem Europarat oder der Organisation für Sicherheit und Zusammenarbeit in Europa. Zudem möchte Nordmazedonien der EU beitreten, der Portugal seit 1986 angehört. Auch der NATO, die Portugal 1949 mitbegründete, möchte Nordmazedonien beitreten und hat dort bereits Beobachterstatus.
Im Jahr 2018 waren 55 Staatsbürger Nordmazedoniens in Portugal gemeldet, davon mit 21 die meisten im Großraum Lissabon. 2008 waren drei Portugiesen konsularisch in Nordmazedonien registriert.

## Geschichte
Bis zur Unabhängigkeit Mazedoniens von Jugoslawien 1991 wurde das Verhältnis  durch die jugoslawisch-portugiesischen Beziehungen bestimmt.
Am 15. November 1994 richteten die beiden Staaten direkte diplomatische Beziehungen ein. Am 16. Januar 1996 akkreditierte sich Heitor Manuel Prestes Maia e Silva, Portugals Botschafter mit Amtssitz Belgrad, in Skopje. Seither ist der portugiesische Vertreter für Serbien in Nordmazedonien doppelakkreditiert.

## Diplomatie
Nordmazedonien unterhält keine eigene Botschaft in Portugal, zuständig ist die nordmazedonische Vertretung in Paris. In der portugiesischen Hauptstadt Lissabon ist ein Honorarkonsulat Nordmazedoniens eingerichtet.
Portugal führt in Nordmazedonien ebenfalls keine eigene diplomatische Vertretung, das Land gehört zum Amtsbezirk der portugiesischen Botschaft in der serbischen Hauptstadt Belgrad. Auch Konsulate hat Portugal in Nordmazedonien bisher nicht eröffnet (Stand 2018).

## Wirtschaft
Die portugiesische Außenhandelskammer AICEP unterhält keine Vertretung in Nordmazedonien, zuständig ist das AICEP-Büro in Belgrad. 2015 waren 54 portugiesische Unternehmen in Nordmazedonien tätig.
Im Jahr 2015 führte Nordmazedonien Güter im Wert von 3,088 Mio. Euro aus Portugal ein (2014: 1,887 Mio., 2013: 1,900 Mio., 2012: 1,433 Mio., 2011: 1,579 Mio.), davon 71,1 % Textile Stoffe, 10,4 % Papier und Zellulosepaste, 6,0 % Maschinen und Geräte, 2,0 % Kunststoffe und Gummi, und 1,3 % Holz und Kork.
Im gleichen Zeitraum importierte Portugal aus Nordmazedonien Waren im Wert von 3,534 Mio. Euro (2014: 9,153 Mio., 2013: 12,134 Mio., 2012: 12,601 Mio., 2011: 22,135 Mio.), davon 28,7 % Metalle, 3,7 % Lebensmittel, 2,0 % Maschinen und Geräte, 0,3 % Minerale und Erze, und 0,1 % Kunststoffe und Gummi.
Damit stand Portugal an 37. Stelle im Außenhandel Nordmazedoniens, sowohl als Abnehmer als auch als Lieferant. Im Außenhandel Portugals lag Nordmazedonien an 132. Stelle als Abnehmer und an 121. Stelle als Lieferant.

## Kultur
Das portugiesische Kulturinstitut Instituto Camões ist in Nordmazedonien aktiv, insbesondere mit einem Lektorat an der Universität Skopje.

## Sport
Die Nordmazedonische Fußballnationalmannschaft und die Nationalelf Portugals der Männer trafen bisher zweimal aufeinander (Stand Juli 2019), erstmals am 2. April 2003 im schweizerischen Lausanne. Das Spiel endete 1:0 für Portugal. Die zweite Begegnung fand im portugiesischen Leiria am 26. Mai 2012 statt, es endete unentschieden 0:0.
Die Nordmazedonische Frauen-Fußballnationalmannschaft und die Portugiesische Frauenauswahl trafen bislang noch nicht aufeinander. Beim portugiesischen Algarve-Cup traten die Nordmazedonierinnen bisher noch nicht an (Stand Juli 2019).
Gelegentlich treten nordmazedonische Spieler auch für portugiesische Klubs an, etwa Nationalspieler wie Stefan Ristovski, der einige Jahre bei Sporting Lissabon unter Vertrag war, oder Srgjan Zaharievski, der 2000/01 beim SC Campomaiorense spielte.